# Interposizione fittizia in materia tributaria
Per interposizione fittizia, nell'ordinamento giuridico italiano, si intende quel fenomeno che prevede la partecipazione di due soggetti: da un lato vi è l’interposto, che appare come possessore di un reddito, perciò il titolare apparente, dall’altro vi è invece l’interponente, cioè colui che nella realtà è l’effettivo titolare di quel reddito, in quanto realizza il presupposto d'imposta. 

## Interposizione come simulazione
L'interposizione concretizza un fenomeno simulatorio soggettivo, in quanto, l’interposto e il terzo contraente (conscio dell’interposizione e consenziente) danno luogo ad un contratto che, da un punto di vista soggettivo, differisce da quello voluto: infatti, le parti vogliono che gli effetti si realizzino nei confronti dell’interponente. Il fenomeno dell’interposizione fittizia, da un punto di vista soggettivo, comporta un occultamento della base imponibile, in quanto essa viene attribuita ad un soggetto differente da quello naturalmente prescritto. In questi termini, attraverso tale interposizione si determina una concreta fattispecie di evasione fiscale (commessa dall’effettivo titolare del reddito, che viene imputato ad altro soggetto), alla quale conseguono evidenti ripercussioni sul piano penale tributario. 

## Casi tipici di interposizione fittizia
L’interposizione fittizia si individua, ad esempio, nell'ipotesi di conti correnti bancari la cui titolarità, se pur apparentemente risulti essere in capo ai soci o agli amministratori di una società (soggetti interposti), è invero riferibile alla società stessa. È la società infatti l'effettivo possessore cui devono ricondursi i movimenti bancari ed il reddito che ne deriva.   Inoltre, l'interposizione caratterizza le frodi carosello, fenomeno criminoso strettamente connesso al sistema transitorio di applicazione dell’imposta sul valore aggiunto agli scambi tra soggetti passivi di imposta, residenti in differenti paesi dell’Unione Europea. 

### Frodi carosello
Le frodi carosello sono uno dei più tipici casi di frode in ambito IVA che si realizzano nell'Unione Europea. In particolare, si tratta di fattispecie tipicamente caratterizzate dalla presenza di due società: la conduit company, che effettua una cessione intracomunitaria ad una seconda società definita cartiera, o missing trader, che risiede in un altro Stato membro. Secondo questo schema, la società cartiera, che rappresenta il soggetto interposto tra venditore e acquirente effettivo (denominato broker), acquista senza effettuare il pagamento dell’Iva. È frequente che la frode si realizzi interponendo, tra i due effettivi operatori, la società cartiera, la quale generalmente non presenta dichiarazioni fiscali e non ha strutture. Mentre in origine si prevedeva che l’omissione del versamento dell’Iva comportasse semplicemente una sanzione amministrativa, successivamente, con il DLGS n. 74 del 2000  , l'omesso versamento è stato configurato come reato, allo scopo di contrastare le frodi. Tale schema si può articolare ulteriormente mediante la collocazione una società-cuscinetto (società buffer) al fine di occultare la frode: tra il missing trader ed il broker si interpongono le società buffer, che acquistano dalla cartiera e vendono alla broker, con un margine di guadagno; in questo caso, l’IVA viene versata dal cedente e detratta dal cessionario, mentre la cartiera risulta irreperibile. Nelle frodi carosello quindi l'evasione consiste nel mancato versamento dell'Iva interna da parte della società interposta, che nella maggior parte dei casi è insolvente. Il fisco in questa situazione è oggetto di un duplice danno: in primo luogo la cartiera non pone in essere il versamento dell'IVA; in secondo luogo, la società broker acquisisce il diritto di detrazione, con la conseguenza che il fisco diviene debitore nei confronti del broker per un'Iva mai incassata. Inoltre si riverserà nei confronti dell'interponente al fine di recuperare il tributo, prevedendo come indebita la detrazione dell'Iva versata all'interposto. 

## Modalità di accertamento
Secondo quanto disposto dal Decreto del presidente della Repubblica 1973, n. 600 art. 37 comma 3 se un reddito è attribuito fittiziamente ad un soggetto interposto, ciononostante la tassazione deve colpire l’interponente, in quanto titolare effettivo del reddito (e non invece l'interposto): "in sede di rettifica o di accertamento d’ufficio sono imputati al contribuente i redditi di cui appaiono titolari altri soggetti quando sia dimostrato, anche sulla base di presunzioni gravi, precise e concordanti, che egli ne è l’effettivo possessore per interposta persona". Pertanto, si può configurare in capo all'Amministrazione finanziaria lo specifico potere di imputare redditi all’interponente in sede di interposizione fittizia, al fine di contrastare la pratica di evasione degli obblighi tributari. Si può tuttavia avere il fenomeno di doppia imposizione nell'ipotesi in cui, prima che l'Amministrazione accerti il reddito, attribuendolo all’interponente, l'interposto abbia dichiarato e pagato la relativa imposta. Per evitare tale fenomeno, il  Decreto legislativo n. 358 del 1997, allo scopo di evitare che si manifestino fenomeni di doppia imposizione, ha ampliato la disciplina prevedendo la facoltà, in capo al soggetto interposto, di chiedere il rimborso di quanto precedentemente versato; tale rimborso può essere emesso dall’Amministrazione dopo che l’accertamento realizzato nei confronti del titolare effettivo del reddito sia divenuto definitivo.   

## Interposizione reale
L'interposizione reale è un istituto giuridico di matrice prettamente civilistica che si caratterizza per la mancanza di un accordo simulatorio. In particolare, un soggetto definito interposto, agisce come contraente effettivo verso un terzo e diviene così parte formale e sostanziale del contratto posto in essere al fine di trasferire gli effetti prodotti dallo stesso all'interponente, che risulta pertanto essere l'effettivo beneficiario del rapporto. Nell'ordinamento italiano l'interposizione reale si ammette, prevedendone quindi la liceità, con la condizione che tale interposizione non sia finalizzata al raggiungimento di scopi illeciti. Questa tipologia di interposizione si riscontra maggiormente nell'ipotesi del negozio fiduciario.

## Interposizione fittizia e interposizione reale: differenze e analogie
L'interposizione fittizia, al contrario dell'interposizione reale, si caratterizza per essere un fenomeno simulatorio che si manifesta ogniqualvolta sussista una divergenza tra possesso effettivo di un reddito e titolarità apparente di quest'ultimo. Nella fattispecie simulata, le parti fingono, in tutto o in parte, di porre in essere un determinato regolamento contrattuale, producendo una discrepanza tra ciò che appare, ed è visibile ai terzi, e ciò che le parti effettivamente intendono attuare. Dal punto di vista tributario, la simulazione rileva ogniqualvolta sia utilizzato un prestanome, nella cui sfera giuridica si produrranno gli effetti dell'atto posto in essere e a carico del quale si applicherà il tributo ovvero nell'ipotesi in cui venga mascherata una certa operazione attraverso l'attribuzione di una qualificazione giuridica che comporta l'applicazione di un trattamento fiscale meno oneroso.               L'Amministrazione finanziaria può contrastare il comportamento simulato, imputando al dominus gli effetti fiscali delle operazioni compiute dal prestanome, mediante l'applicazione dell'articolo 37 del DPR 600/1973, concernente l'interposizione fittizia di persona in materia di accertamento tributario.
La Circolare n.1 del 2018 della Guardia di Finanza delinea in modo chiaro la differenza tra interposizione fittizia e reale in ambito tributario: mentre nel primo caso non si intende produrre alcun effetto nei confronti del soggetto interposto (che appare possessore del reddito), nel caso dell'interposizione reale l'operazione è voluta e strutturata al fine di ottenere un vantaggio fiscale.

## Conseguenze penali
Le circostanze che danno luogo ad interposizione fittizia (che appartiene al campo dell'evasione) possono determinare conseguenze dal punto di vista del diritto penale tributario, che non sono direttamente previste per le fattispecie elusive (che appartiene invece al campo dell'elusione).